# Gymnema albiflorum
Gymnema albiflorum är en oleanderväxtart som beskrevs av Julien Noël Costantin. Gymnema albiflorum ingår i släktet Gymnema och familjen oleanderväxter. Inga underarter finns listade i Catalogue of Life.